# Церква Святої Параскеви Терновської (Ярчівці)
Церква Святої Параскеви Терновської в Ярчівцях — парафія і храм греко-католицької громади Озернянського деканату Тернопільсько-Зборівської архієпархії Української греко-католицької церкви в селі Ярчівці Тернопільського району Тернопільської области.

## Історія церкви
Парафія відновила свою діяльність у лоні УГКЦ в 1991 році. Старий дерев'яний храм згорів у 1960-х роках, а новий збудували в 1992 році. Іконостас виготовили тернопільські майстри за кошти парафіян.
У 1993 році храм освятив єпископ Михаїл Сабрига.
При парафії діють: братство Матері Божої Неустанної Помочі, спільнота «Матері в молитві», Вівтарна та Марійська дружини. Катехизацію проводить священник.
У 2012 році на парафії відбулося 4 хрещення, 2 шлюби та 6 похоронів.
На території парафії також є незавершене будівництво парафіяльного будинку.

## Парохи
- о. Василь Лущ (з 1993).